# Mețamor
Metsamor (armeană Մեծամոր) este un oraș din provincia Armavir, Armenia.